# Premier ministre de la république du Congo
Cette page dresse la liste des Premiers ministres de la république du Congo depuis 1957.

## Liste
- Jacques Opangault (1957-1958)
- Fulbert Youlou (1958-1959)
- Alphonse Massamba-Débat (1963)
- Pascal Lissouba (1963-1966)
- Ambroise Noumazalaye (1966-1968)
- Alfred Raoul (1968-1969)
- Aloïse Moudileno Massengo (1971-1972)
- Henri Lopes (1973-1975)
- Louis Sylvain-Goma (1975-1984)
- Ange Édouard Poungui (1984-1989)
- Alphonse Souchlaty-Poaty (1989-1990)
- Pierre Moussa (1990-1991)
- Louis Sylvain-Goma (1991)
- André Milongo (1991-1992)
- Stéphane-Maurice Bongho-Nouarra (1992)
- Claude-Antoine Da-Costa (1992-1993)
- Joachim Yhombi-Opango (1993-1996)
- Charles David Ganao (1996-1997)
- Bernard Kolélas (1997)
- Isidore Mvouba (2005-2009)
- Clément Mouamba (2016-2021)
- Anatole Collinet Makosso (2021-)